# Burg Lichteneck (Kenzingen)
Die Burg Lichteneck, auch Liehtenekke genannt, ist die Ruine einer Spornburg auf einem 242 m ü. NHN hohen Felssporn oberhalb von Hecklingen, einem Ortsteil der Stadt Kenzingen im Landkreis Emmendingen in Baden-Württemberg.

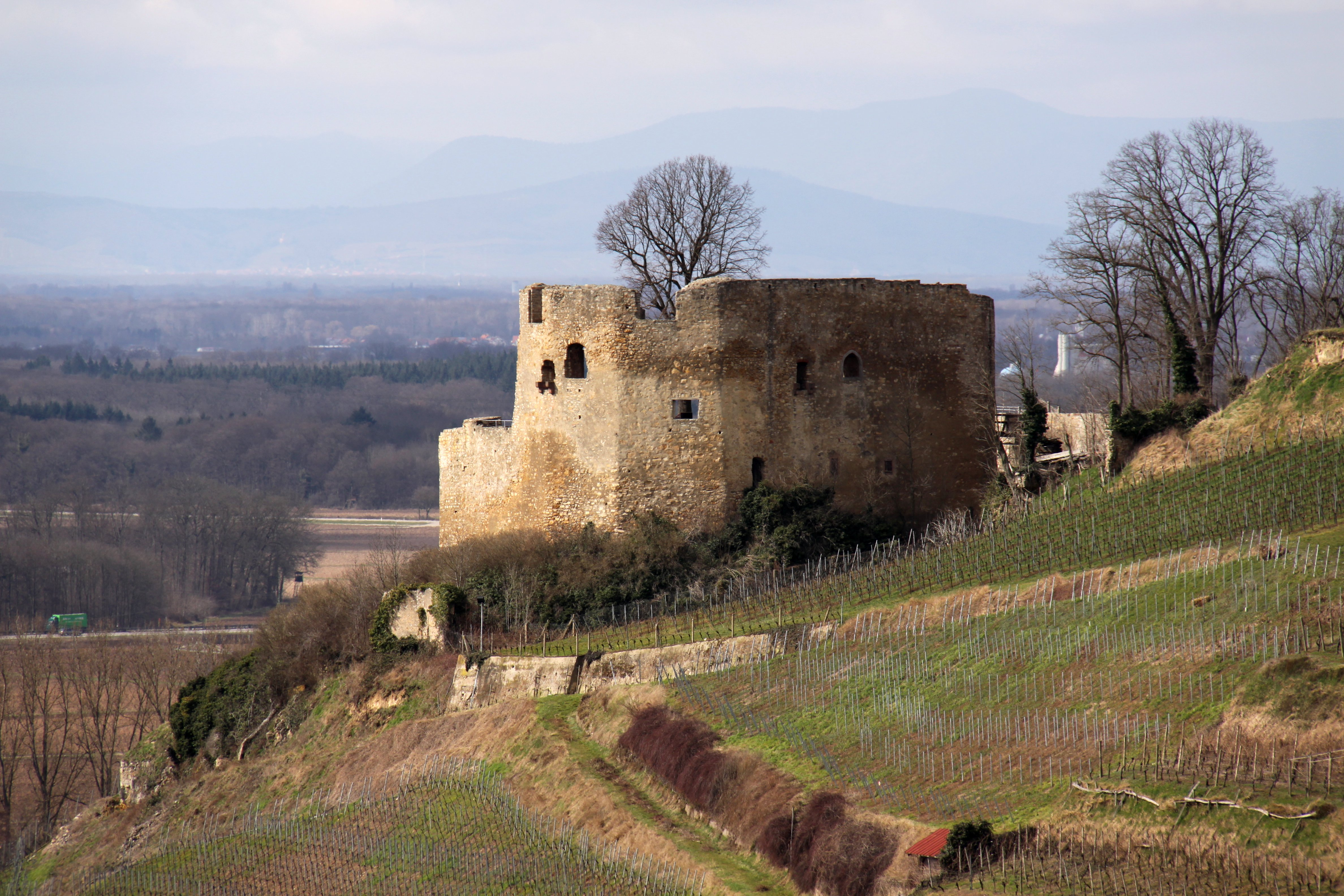
Burg Lichteneck

## Geschichte
Die Burg wurde vermutlich in der Zeit zwischen 1265 und 1272 von den Grafen von Freiburg erbaut und 1290 als „Liehtenekke“ erwähnt. 1316 übergab Graf Egon von Freiburg seinem Sohn Konrad die Leute, Güter und Höfe die „zv Liechtenegge hörent“. 1338 kam es wegen der Burg und den dazugehörenden Rechte zum Streit zwischen Konrad von Freiburg und dem Edelknecht Walter von Endingen der diese von Thomas von Endingen, der im Kaiserstühler Krieg 1321 erschlagen wurde, geerbt hatte.
Lichteneck kam später in den Besitz der Pfalzgrafen von Tübingen-Lichteneck. Die Burg wurde 1433 im Geroldsecker Krieg zerstört, im 16. Jahrhundert wieder aufgebaut und am 15. April 1675 im Holländischen Krieg von französischen Truppen unter General Nicolas de Bautru, Marquis de Vaubrun endgültig zerstört.

## Anlage
Von der Spornburg sind noch Reste der Mantelmauer mit einem Durchmesser von zwei bis drei Metern und Mauerreste der Kernburg erhalten. Die Burg ist im Privatbesitz der Familie Flemming und wird gegen Entgelt für Veranstaltungen zur Verfügung gestellt.